# Тітов Микола Ілліч
Тітов Микола Ілліч (1 січня 1949, с. Шилово, Калманського р-ну Алтайського краю) — український суддя, державний діяч, кандидат юридичних наук з 1997, заслужений юрист України з 1992.
- З травня 1968 р. по травень 1970 р. проходив строкову військову службу
- Закінчив Харківський юридичний інститут у 1975 році
- З 1976 — народний суддя
- З 1982 — голова Московського районного народного суду м. Харкова
- 1985 — заступник начальника відділу юстиції Харківського облвиконкому
- З 1988 р. по 1992 р. — Головний державний арбітр держарбітражу Харківської області
- З 1992 р. по грудень 2001 р. — Голова арбітражного (господарського) суду Харківської області
- З 2001 р. по січень 2003 р. — голова Харківського апеляційного господарського суду
- З січня 2003 р. по жовтень 2004 р. — суддя та перший заступник Голови Вищого господарського суду України.
- З жовтня 2004 р. по березень 2006 р — суддя у відставці.
- Березень 2006 р. до ц.ч. депутат, заступник, перший заступник голови Харківської обласної ради, перший віце-президент — виконавчий директор Асоціації органів місцевого самоврядування Харківської області.
- Почесний громадянин Харківської області (2012)[1].